# Oostenrijk op het Eurovisiesongfestival 1990
Oostenrijk nam deel aan het  Eurovisiesongfestival 1990, gehouden  in Zagreb, Joegoslavië. Het was de 29ste deelname van het land aan het festival.

## Selectieprocedure
In tegenstelling tot de vorige jaren koos men ervoor om een nationale finale te organiseren.
Deze vond plaats in Studio Z1 in het ORF-centrum in Wenen en werd gepresenteerd door Lizzi Englster.
In totaal deden er 10 acts mee aan deze finale en de winnaar werd gekozen door 50% jury en 50% televoting.

Er ontstond commotie toen zangeres Monika Sutter van de groep Duett tijdens haar optreden flauwviel. Het optreden werd afgebroken, maar de groep wist desondanks te winnen en werd verkozen om naar Zagreb te gaan. Kort na de uitzending werd duidelijk dat het winnende lied niet origineel was; de groep had het twee jaar voordien al eens (tevergeefs) ingestuurd voor de nationale voorronde van Duitsland. Aangezien dit in strijd was met het reglement van het songfestival, kon de ORF niets anders doen dan de groep diskwalificeren. Hierop werd de aanvankelijke nummer 2, Simone Stelzer, afgevaardigd.
| Volgorde | Artiest         | Lied                            | Percentage | Plaats |
| -------- | --------------- | ------------------------------- | ---------- | ------ |
| 1        | Alex            | Freiheit                        | 16.3%      | 7      |
| 2        | Gruppe Papageno | Papagena                        | 25.4%      | 3      |
| 3        | Stefanie Pascal | Mit Dir Geh'n                   | 12.3%      | 9      |
| 4        | Nika            | Ein Kleiner Stern               | 16.4%      | 6      |
| 5        | Eugene Price    | Tausend Feuer Sind In Mir       | 16.7%      | 5      |
| 6        | Waterloo        | So Ein Wunderschönes Leben      | 23.8%      | 4      |
| 7        | Erwin Bros      | Für Kinder Sieht Das Anders Aus | 12.7%      | 8      |
| 8        | Duett           | Das Beste                       | 39.3%      | 1      |
| 9        | Roxy            | Sandy                           | 9.9%       | 10     |
| 10       | Simone Stelzer  | Keine Mauern Mehr               | 27.6%      | 2      |

## In Zagreb
Op het festival in Joegoslavië moest Oostenrijk aantreden als 20ste, na Italië en voor Cyprus. Na het afsluiten van de stemmen bleek dat Simone Stelzer op een 10de plaats was geëindigd met 58 punten.
Ze ontving 1 keer het maximum van 12 punten.
Nederland en België gaven respectievelijk 1 en 2 punten aan de Oostenrijkse inzending.

### Gekregen punten

#### Finale
| 12 punten   | 10 punten | 8 punten                            | 7 punten                              | 6 punten    |
| ----------- | --------- | ----------------------------------- | ------------------------------------- | ----------- |
| - Italië    |           | - Joegoslavië - Verenigd Koninkrijk | - Turkije                             | - IJsland   |
| 5 punten    | 4 punten  | 3 punten                            | 2 punten                              | 1 punt      |
| - Luxemburg |           | - Frankrijk                         | - België - Finland - Ierland - Zweden | - Nederland |

### Punten gegeven door Oostenrijk

#### Finale
Punten gegeven in de finale:
| 12 punten | Ierland             |
| 10 punten | IJsland             |
| 8 punten  | Spanje              |
| 7 punten  | Italië              |
| 6 punten  | Denemarken          |
| 5 punten  | Luxemburg           |
| 4 punten  | België              |
| 3 punten  | Duitsland           |
| 2 punten  | Frankrijk           |
| 1 punt    | Verenigd Koninkrijk |

1957 · 1958 · 1959 · 1960 · 1961 · 1962 · 1963 · 1964 · 1965 · 1966 · 1967 · 1968 · 1969-1970 · 1971 · 1972 · 1973-1975 · 1976 · 1977 · 1978 · 1979 · 1980 · 1981 · 1982 · 1983 · 1984 · 1985 · 1986 · 1987 · 1988 · 1989 · 1990 · 1991 · 1992 · 1993 · 1994 · 1995 · 1996 · 1997 · 1998 · 1999 · 2000 · 2001 · 2002 · 2003 · 2004 · 2005 · 2006 · 2007 · 2008-2010 · 2011 · 2012 · 2013 · 2014 · 2015 · 2016 · 2017 · 2018 · 2019 · 2020 · 2021 · 2022 · 2023 · 2024 · 2025